# Sielsowiet Omelna
Sielsowiet Omelna (biał. Амяльнянскі сельсавет; ros. Омельнянский сельсовет) – sielsowiet na Białorusi, w obwodzie brzeskim, w rejonie iwacewickim, z siedzibą w Omelnej.
Według spisu z 2009 sielsowiet Omelna zamieszkiwało 1133 osób, w tym 1100 Białorusinów (97,09%), 17 Rosjan (1,50%), 9 Polaków (0,79%), 5 Ukraińców (0,44%) i 2 osoby innych narodowości. Do 2020 liczba mieszkańców spadła do 962 osób, zamieszkujących w 468 gospodarstwach domowych.

## Miejscowości
- agromiasteczko:
  - Omelna
- wsie:
  - Hlinna
  - Hoszcza
  - Kołońsk
  - Koranna